# Mucuna elliptica
Mucuna elliptica är en ärtväxtart som först beskrevs av Hipólito Ruiz López och Pav., och fick sitt nu gällande namn av Dc. Mucuna elliptica ingår i släktet Mucuna och familjen ärtväxter. Inga underarter finns listade i Catalogue of Life.